# 안성남
안성남 (한자: 安成男, 1984년 4월 17일 ~ )은 대한민국의 전 축구 선수이자 현 축구 지도자로 현재 전북 현대 모터스 필드 코치로 재직 중이며 현역 시절 포지션은 중앙 미드필더였다.

## 클럽 경력

### 울산 현대미포조선 돌고래
1984년 4월 17일 경기도 동두천시에서 태어나 통진고등학교, 중앙대학교 졸업 후 2007년 내셔널리그의 강호 울산 현대미포조선 돌고래 입단을 통해 본격적인 선수 생활을 시작했다.
그 후 2008 시즌까지 팀의 주축으로 48경기 19골의 맹활약을 펼치며 내셔널리그 2연패 달성과 2008년 대통령배 전국축구대회 우승에 기여한 것은 물론 2007년 내셔널리그 베스트 11, 2008년 내셔널리그 전기리그 MVP, 2008년 대통령배 전국축구대회 MVP 등 실업 축구계의 정상급 선수로 자리를 굳혔다.

### 강원 FC1기
울산 현대미포조선에서의 활약을 바탕으로 2009년 강원 FC의 창단 멤버로 입단했으나 강릉종합운동장에서 열린 제주 유나이티드와의 2009년 K리그 개막전 홈 경기에서 부상을 당하며 12주동안 경기에 출전하지 못했다.
그러다가 같은 해 8월 15일 전남 드래곤즈와의 19라운드 원정 경기에서 프로 데뷔골을 신고하는 등 2시즌동안 강원의 주축 미드필더로 공식전 47경기 6골 6어시스트를 기록했으며 특히 2010 시즌에는 3라운드 베스트 11에도 선정되는 영예를 안기도 했다.

### 광주 FC1기
2011 시즌을 앞두고 신생팀인 광주 FC로 임대 이적하여 23경기 2골을 기록하는 인상적인 활약을 펼쳤고 이승기, 김은선과 함께 중원을 확실히 책임졌으며 2012 시즌에는 25경기에 출전했지만 1어시스트를 기록하는데 그치며 팀의 차기 시즌 K리그2 강등을 막지 못했다.

### 포천시민축구단
2013 시즌을 앞두고 사회복무요원으로 구 K3리그의 포천시민축구단에 입단한 후 1년 9개월 동안 56경기 22골을 터뜨리며 2013년 K3리그 우승, 2014년 K3리그 정규리그 우승 및 챔피언 결정전 진출 등을 이끌었고 또한 2013년 FA컵 1라운드 MVP, 2014년 K3리그 어시스트 부문 4위에 이름을 올리며 아마추어계에서 최정상급의 실력을 선보였다.

### 광주 FC 2기
1년 9개월간의 포천에서의 선수 활동을 마친 뒤 광주로 복귀하여 대구 FC와의 2014년 K리그2 31라운드에서 파비우 네베스의 동점골을 헤더로 어시스트하며 복귀 2경기만에 공격포인트를 올리는 등 4경기 2골 1어시스트를 기록하며 팀의 준우승 및 3년만의 K리그1 복귀에 기여했다.
그러나 2015 시즌에서는 김호남, 조용태, 주현우, 송승민 등의 견고한 윙어 자원으로 인해 주로 교체 선수로 출전했고 결국 포항 스틸러스와의 2015년 K리그1 23라운드를 끝으로 광주를 떠나 친정팀인 강원 FC로 복귀했다.

### 강원 FC 2기
강원 복귀 이후 초반에는 풀타임 주전으로 뛰었다가 팀이 무승의 수렁에서 좀처럼 빠져 나오지를 못하면서 결국 주전 경쟁에서 밀려났고 설상가상으로 부상까지 찾아오면서 7경기 출전에 머물렀다.

### 경남 FC
2015 시즌을 마친 뒤 FA로 풀려난 후 경남 FC와 입단 계약을 체결했고 경남 이적 후 첫 해인 2016 시즌 37경기 4골 2어시스트를 기록하며 종전 개인 커리어 하이를 달성했고 2017 시즌에서도 윙어와 좌우 풀백을 동시에 소화하며 팀의 창단 첫 리그 우승 및 경남의 4년만의 K리그1 복귀에 앞장섰다.
물론 2018 시즌에서는 최재수와 이광진과의 주전 경쟁에서 밀려 6경기 출전에 그쳤지만 준우승이라는 경남 구단 역사상 K리그1 역대 최고 성적과 함께 경남의 창단 첫 ACL 출전에 큰 힘을 실어주었다.
그리고 2019 시즌에서 팀의 로테이션 멤버로 공식전 25경기에 출전하며 활약했지만 2년만의 K리그2 강등을 막지 못했고 FC 목포와의 2020년 FA컵 2라운드에서 득점을 기록하는 등 초반에는 주전으로 나섰으나 8월에는 완전히 주전 경쟁에서 탈락하며 2020 시즌 종료 후 은퇴를 선언했다.

## 수상

### 클럽
울산 현대미포조선 돌고래
- 내셔널리그 : 우승 (2007, 2008)
- 대통령배 전국축구대회 : 우승 (2008)

포천시민축구단
- 구 K3리그 : 우승 (2013)

광주 FC
- K리그2 : 준우승 (2014)

경남 FC
- K리그1 : 준우승 (2018)
- K리그2 : 우승 (2017)

### 개인 수상
- 대통령배 전국축구대회 MVP : 2008
- FA컵 1라운드 MVP : 2013